# إيرينا زوك
إيرينا زوك (الروسية: Жук, Ирина Геннадьевна) هي منافسة ألعاب القوى بيلاروسية، ولدت في 26 يناير 1993 في غرودنو في روسيا البيضاء.

## وصلات خارجية
- إيرينا زوك على موقع الاتحاد الدولي لألعاب القوى (الإنجليزية)
- إيرينا زوك على موقع اللجنة الأولمبية الدولية (الإنجليزية)
- إيرينا زوك على موقع أوليمبيديا (الإنجليزية)